# Doctor Who (4.ª temporada)
A quarta temporada moderna da série de televisão britânica de ficção científica Doctor Who foi precedida pelo especial de Natal "Voyage of the Damned" em 25 de dezembro de 2007. Após o especial, uma série regular de treze episódios foi ao ar, começando com "Partners in Crime" em 5 de abril de 2008, marcando o retorno de Donna Noble, interpretada por Catherine Tate, como companheira de tempo integral para o Décimo Doutor, e terminando com "Journey's End" em 5 de julho do mesmo ano. Um curto especial para o Children in Need intitulado "Time Crash" também foi filmado. A série começou sua produção em 8 de agosto de 2007 e a concluiu em 29 de março de 2008.
A temporada é conectada por arcos de história soltos como "O Retorno de Rose Tyler", "Doctor-Donna" e, o principal deles, "Planetas Desaparecidos". Todos esses mistérios são resolvidos nos últimos episódios da temporada.

## Elenco

### Protagonistas
- David Tennant como Décimo Doutor (14 episódios)
- Catherine Tate como Donna Noble (13 episódios)
- Freema Agyeman como Martha Jones (5 episódios)
- John Barrowman como Jack Harkness (2 episódios)
- Elisabeth Sladen como Sarah Jane Smith (2 episódios)
- Billie Piper como Rose Tyler (6 episódios)

### Convidados
- Kylie Minogue como Astrid Peth (1 episódio)
- Georgia Moffett como Jenny (1 episódio)
- Fenella Woolgar como Agatha Christie (1 episódio)
- Colin Morgan como Jethro (1 episódio)
- Lesley Sharp como Sky Silvestry (1 episódio)
- Rakie Ayola como Hostess (1 episódio)
- Russell Tovey como Midshipman Alonso Frame (1 episódio)
- Peter Capaldi como Lucius Caecilius Iucundus (1 episódio)
- Phil Davis como Lucius Petrus Dextrus (1 episódio)
- Karen Gillan como Soothsayer (1 episódio)
- Tim McInnerny como Klineman Halpen (1 episódio)
- Ayesha Dharker como Solana Mercurio (1 episódio)
- Christopher Ryan como General Staal (1 episódio)

### Recorrentes
- Bernard Cribbins como Wilfred Mott (7 episódios)
- Jacqueline King como Sylvia Noble (6 episódios)
- Alex Kingston como River Song (2 episódios)
- Adjoa Andoh como Francine Jones (1 episódio)
- Paul Kasey como Ood Sigma (1 episódio)
- Colin Salmon como Dr Moon (1 episódio)
- Thomas Knight como Luke Smith (2 episódios)
- Penelope Wilton como  Harriet Jones (1 episódio)
- Gareth David-Lloyd como Ianto Jones (1 episódio)
- Camille Coduri como Jackie Tyler (1 episódio)
- Noel Clarke como Mickey Smith (1 episódio)
- Eve Myles como Gwen Cooper (1 episódio)
- Lachele Carl como Trinity Wells (1 episódio)
- Alexander Armstrong como Sr. Smith (voz) (1 episódio)

## Episódios
| Especial |    |                                                    |                   |                   |                        |      |       |    |
| 188 | —  | "Voyage of the Damned" "A Viagem dos Condenados"   | James Strong      | Russell T Davies  | 25 de dezembro de 2007 | 4X   | 13,31 | 86 |
| O Doutor encontra sua TARDIS colidindo com uma réplica interestelar do famoso transatlântico Titanic em órbita atual da Terra, durante uma festa de Natal. Com a ajuda de uma garçonete chamada Astrid ( Kylie Minogue ) e vários passageiros, o médico deve assumir a raça chamada Anfitrião Celestial como as vidas da tripulação do Titanic e os da Terra está em perigo. Os anjos foram incumbidos de matar todos a bordo e bater o forro do espaço para a Terra. A razão pela qual não é óbvia, embora o dono do navio, Max Capricórnio, tem suas razões. Pode o Doutor parar o Natal infernal? |    |                                                    |                   |                   |                        |      |       |    |
| Temporada |    |                                                    |                   |                   |                        |      |       |    |
| 189 | 1  | "Partners in Crime" "Parceiros no Crime"           | James Strong      | Russell T Davies  | 5 de abril de 2008     | 4.1  | 9,14  | 88 |
| Donna Noble está determinada a encontrar o Doutor novamente - mesmo que isso signifique enfrentar a vilã miss Foster e suas hordas de Adiposes sinistros. Mas quando a ameaça alienígena fica fora de controle, Donna conseguirá encontrar seu Lorde do Tempo antes que a marcha dos Adipose comece? |    |                                                    |                   |                   |                        |      |       |    |
| 190 | 2  | "The Fires of Pompeii" "Os Fogos de Pompéia"       | Colin Teague      | James Moran       | 12 de abril de 2008    | 4.3  | 9,04  | 87 |
| O Doutor e Donna viajam de volta até a história antiga. Quando chegam a 79dC, no entanto, eles descobrem poderes psíquicos e bestas de pedra rondando nas ruas de Pompéia antiga. Os viajantes do tempo enfrentam seu maior desafio até agora - pode a história ser alterada, ou o Doutor deve deixar todos morrerem? |    |                                                    |                   |                   |                        |      |       |    |
| 191 | 3  | "Planet of the Ood" "Planeta dos Ood"              | Graeme Harper     | Keith Temple      | 19 de abril de 2008    | 4.2  | 7,50  | 87 |
| O Doutor leva Donna a seu primeiro mundo alienígena, mas a Ood-Sphere revela algumas verdades terríveis sobre a raça humana. |    |                                                    |                   |                   |                        |      |       |    |
| 192a | 4  | "The Sontaran Stratagem" "O Estratagema Sontaran"  | Douglas Mackinnon | Helen Raynor      | 26 de abril de 2008    | 4.4  | 7,06  | 87 |
| Martha Jones convoca o Doutor de volta à Terra dos dias de hoje, mas um velho inimigo está à espreita. Com os misteriosos dispositivos ATMOS se espalhando por todo o mundo, Donna descobre que até mesmo sua própria família não está a salvo da ameaça alienígena - mas é tarde demais para salvá-los? |    |                                                    |                   |                   |                        |      |       |    |
| 192b | 5  | "The Poison Sky" "O Céu Envenenado"                | Douglas Mackinnon | Helen Raynor      | 3 de maio de 2008      | 4.5  | 6,53  | 88 |
| Os Sontaran ativam seu plano e começam a sufocar todo o planeta Terra. UNIT fica indefesa, com um traidor em seu meio. E, com a guerra interplanetária se aproximando, o Doutor tem que lutar para manter Martha e Donna vivas - mas será que ele terá de fazer o sacrifício final? |    |                                                    |                   |                   |                        |      |       |    |
| 193 | 6  | "The Doctor's Daughter" "A Filha do Doutor"        | Alice Troughton   | Stephen Greenhorn | 10 de maio de 2008     | 4.6  | 7,33  | 88 |
| O Doutor conhece a mulher mais importante de sua vida no distante planeta Messalina, no meio de uma guerra sem fim. Mas enquanto o general Cobb faz ameaças de genocídio, e Martha é raptada por Hath, o Doutor enfrenta uma batalha ainda maior - ele pode encontrar a paz com sua própria filha? |    |                                                    |                   |                   |                        |      |       |    |
| 194 | 7  | "The Unicorn and the Wasp" "O Unicórnio e a Vespa" | Graeme Harper     | Gareth Roberts    | 17 de maio de 2008     | 4.7  | 8,41  | 86 |
| O Doutor e Donna chegam a 1926, na véspera do dia em que Agatha Christie desapareceu por 10 dias. Em um jantar oferecido por Lady Clemency Eddison, o Doutor e Donna unem forças com a romancista criminal mais famosa do mundo para encontrar um corpo na biblioteca, coquetéis envenenados e um Vespiform buscando vingança. |    |                                                    |                   |                   |                        |      |       |    |
| 195a | 8  | "Silence in the Library" "Silêncio na Biblioteca"  | Euros Lyn         | Steven Moffat     | 31 de maio de 2008     | 4.9  | 6,27  | 89 |
| Cem anos atrás, a maior biblioteca do Universo foi fechada com apenas um aviso enigmático como explicação: "Conte as sombras." No entanto, agora parece que as sombras estão em movimento novamente. O Doutor e Donna devem descobrir a terrível verdade por trás dos Nodes e do horrível Data Ghost para descobrir o segredo da Biblioteca. |    |                                                    |                   |                   |                        |      |       |    |
| 195b | 9  | "Forest of the Dead" "Floresta dos Mortos"         | Euros Lyn         | Steven Moffat     | 7 de junho de 2008     | 4.10 | 7,84  | 89 |
| Enquanto as sombras ascendem e marcham, o Doutor forja uma aliança com a misteriosa River Song. Mas alguém pode parar os Vashta Nerada? Enquanto o Doutor descobre segredos há muito enterrados e revelações sobre seu próprio futuro, os sinistros Nodes declaram que Donna está condenada. |    |                                                    |                   |                   |                        |      |       |    |
| 196 | 10 | "Midnight" "Meia-Noite"                            | Alice Troughton   | Russell T Davies  | 14 de junho de 2008    | 4.8  | 8,05  | 86 |
| O Doutor está preso, sozinho, impotente e aterrorizado, no planeta-lazer Midnight. Logo, começam batidas na parede. Apenas uma mulher chamada Sky parece saber a verdade - mas quando a paranóia se transforma em uma caça às bruxas, Sky transforma as maiores forças do Doutor contra ele próprio, e um sacrifício deve ser feito... |    |                                                    |                   |                   |                        |      |       |    |
| 197 | 11 | "Turn Left" "Vire à Esquerda"                      | Graeme Harper     | Russell T Davies  | 21 de junho de 2008    | 4.11 | 8,09  | 88 |
| O mundo de Donna cai, mas não há sinal do Doutor. Em vez disso, ela recebe a ajuda de uma misteriosa mulher loira - uma viajante de um universo paralelo. Mas, mesmo com Donna e Rose Tyler juntando forças, ainda haverá tempo para salvar toda a criação da escuridão que se aproxima? |    |                                                    |                   |                   |                        |      |       |    |
| 198a | 12 | "The Stolen Earth" "A Terra Roubada"               | Graeme Harper     | Russell T Davies  | 28 de junho de 2008    | 4.12 | 8,78  | 91 |
| Os maiores heróis da Terra se reúnem em um momento de extrema necessidade. Mas pode o exército secreto do Doutor derrotar o poder do novo Império Dalek? Com batalhas nas ruas e nos céus, o Doutor e Donna devem enfrentar a Proclamação da Sombra para descobrir a verdade. No entanto, um antigo inimigo temível espera nas sombras ... |    |                                                    |                   |                   |                        |      |       |    |
| 198b | 13 | "Journey's End" "O Fim da Jornada"                 | Graeme Harper     | Russell T Davies  | 5 de julho de 2008     | 4.13 | 10,57 | 91 |
| O universo inteiro é posto em perigo quando os Daleks dão início a seu plano. O Doutor esta impotente, e até mesmo a TARDIS corre o risco de destruição. A única esperança reside no exército secreto de companheiros do Doutor - mas quando eles se unem para lutar contra Davros, a profecia diz que um deles vai morrer. |    |                                                    |                   |                   |                        |      |       |    |

### Episódios suplementares
"Time Crash" foi filmado como recurso para o Children in Need.
| Título | Dirigido por  | Escrito por   | Exibição original      | Cód. de produção | Audiência no Reino Unido (milhões) | AI (%) |
| --- | ------------- | ------------- | ---------------------- | ---------------- | ---------------------------------- | ------ |
| "Time Crash" | Graeme Harper | Steven Moffat | 16 de novembro de 2007 | CIN2             | 11,0                               | 79     |
| Ambientado durante a última cena do episódio anterior, "Last of the Time Lords", a amostra descreve um encontro bem-humorado entre o Quinto Doutor e a sua Décima encarnação, interpretado por Peter Davison e David Tennant, respectivamente. |               |               |                        |                  |                                    |        |

## Produção

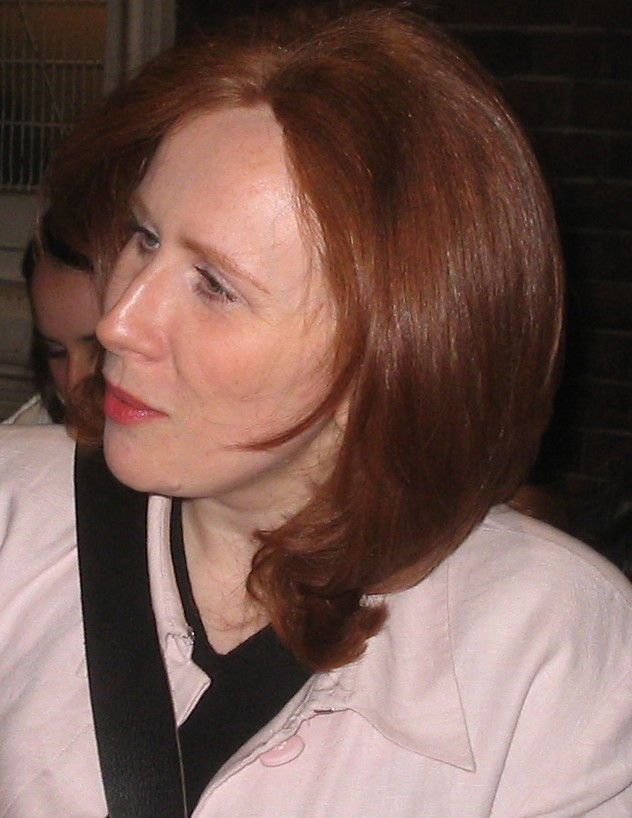
Depois de aparecer em The Runaway Bride como um companheiro fora, Donna Noble se tornou companheiro do Doutor para a série 4.

Doctor Who tinha sido renovada para uma quarta série em Março de 2007, pouco antes da transmissão da terceira série. O cronograma de produção chamou por 15 episódios completos para serem produzidos, ao invés dos 14 habituais, devido ao anúncio de que a próxima série completa de Doctor Who não iria ao ar até 2010. Este calendário significava que o programa não seria capaz de entrar em produção no segundo semestre de 2008. Os 15 episódios consistuiram de 13 regulares e dois especiais de Natal. A gravação para o primeiro especial de Natal começou em 9 de julho de 2007, com a produção da série em si tendo início em 8 de agosto de 2007 e concluindo em 29 de março de 2008. O décimo bloco de produção - consistindo do segundo especial de Natal - "The Next Doctor" - e  da cena na BBC Proms "Music of the Spheres"- teve sua gravação concluída em 3 de maio.
Doctor Who Magazine gradualmente revelou o nome dos escritores da série ao lado do anúncio de cada episódio. Escritores de primeiro tempo para o show incluíram James Moran, co-escritor do filme de terror “Severance”(2006), e Keith Templo, que já tinha escrito episódios para Byker Grove e Casualty. Os escritores anteriores Gareth Roberts, Stephen Greenhorn, Helen Raynor, Steven Moffat e Russell T Davies contribuíram para a série, com Davies continuando a agir como escritor principal e produtor executivo. Tom MacRae tinha escrito um episódio para esta série, intitulado "Century House",  mas Russell o substituiu após decidir que estava muito parecido com o estilo de Gareth Roberts em "The Unicorn and the Wasp".
Este foi o último trabalho de Phil Collinson como produtor no show, assim como para Russell T Davies e Julie Gardner esta foi a última série completa como produtores executivos, todos tendo trabalhado no programa desde o seu retorno. Davies e Gardner continuaram seus papéis para os Especiais 2009/10. Susie Liggat produziu cinco episódios (blocos 2, 5 e 8), como fez na série 3, com "Human Nature"/"The Family of Blood". Collinson recebeu crédito de produtor executivo para esses episódios.
Todos os títulos de episódios foram revelados em 05 de abril de 2008 emitidos do Radio Times, exceto o título do décimo segundo, que estava “sendo mantido em segredo, pois ficava longe demais”. O artigo também identificou o título do nono episódio como "River Run", assim como fez o comunicado de imprensa emitido posteriormente pela Doctor Who Magazine, mas isso foi mudado alguns dias depois para "Forest of the Dead". O título do episódio 12 foi finalmente revelado em outro comunicado de imprensa como "The Stolen Earth".
O especial Children in Need, intitulado "Time Crash", foi produzido ao lado da série e transmitido em 16 de novembro de 2007. Além disso, um mini-episódio chamado "Music of the Spheres" foi filmado em 03 de maio de 2008 para a série 4 e estreou no Doctor Who Prom em 27 de Julho de 2008, com a transmissão de áudio sendo simultânea na BBC Radio 3. Em seguida, foi transmitido na BBC One no dia de Ano Novo em 2009.
Em 1 de Fevereiro de 2008, a BBC anunciou que, em parceria com a Carlton Screen Advertising, um trailer de 90 segundos para a quarta série seria filmado e exibido nos cinemas em toda a Grã-Bretanha, antes dos novos lançamentos mais aguardados. O trailer foi exibido na televisão britânica em 22 de março de 2008. Doctor Who Campfire e um trailer de comprimento total consistindo em filmagens exclusivas foram posteriormente produzidos e exibidos na televisão e nos cinemas promovendo a quarta série.

"Você tem que ver e ouvir de perto. Foi testado por um longo tempo, com pequenas referências, mas vitais, indo todo o caminho de volta para série 1."

—Russell T Davies
Como a série anterior, todos os episódios estão unidos em um arco de história solto. Os arcos antecedentes vieram na forma de uma palavra, como Bad Wolf, Torchwood, ou  Mr Saxon, mas o arco para a quarta série é cumulativa: Doctor Who Magazine pré-visualizou "Partners in Crime" e descreveu o arco como "um elemento de cada episódio, se é uma pessoa, uma frase, uma pergunta, um planeta, ou um mistério, constrói-se para o grande final". Várias menções foram feitas sobre o desaparecimento de abelhas na Terra e histórias dirigidas por um planeta desaparecido ou perdido. O produtor executivo Russell T Davies afirmou no mesmo recurso que o final da série tinha sido planejado por três anos anteriores à sua data de exibição. A série regular se concentra fortemente em Donna: David Tennant afirmou que  "as treze semanas inteiras são histórias de Donna... por que ela estar com o Doutor novamente é só subtexto", e o produtor Phil Collinson citou Donna como uma "nova dinâmica" para o show.

### Blocos de Produção
| Bloco | Episodio                                       | Dirigido por               | Escrito por                        | Produzido por                   | Código    |
| ----- | ---------------------------------------------- | -------------------------- | ---------------------------------- | ------------------------------- | --------- |
| 1     | "Voyage of the Damned"                         | James Strong               | Russell T Davies                   | Phil Collinson                  | 4.X       |
| 2     | "The Unicorn and the Wasp" "Planet of the Ood" | Graeme Harper              | Gareth Roberts Keith Temple        | Susie Liggat                    | 4.7 4.2   |
| 3     | "The Fires of Pompeii"                         | Colin Teague               | James Moran                        | Phil Collinson                  | 4.3       |
| 4     | "Partners in Crime" "Time Crash"               | James Strong Graeme Harper | Russell T Davies Steven Moffat     | Phil Collinson                  | 4.1 CIN2  |
| 5     | "The Sontaran Stratagem" "The Poison Sky"      | Douglas Mackinnon          | Helen Raynor                       | Susie Liggat                    | 4.4 4.5   |
| 6     | "The Doctor's Daughter" "Midnight"             | Alice Troughton            | Stephen Greenhorn Russell T Davies | Phil Collinson                  | 4.6 4.8   |
| 7     | "Silence in the Library" "Forest of the Dead"  | Euros Lyn                  | Steven Moffat                      | Phil Collinson                  | 4.9 4.10  |
| 8     | "Turn Left"                                    | Graeme Harper              | Russell T Davies                   | Susie Liggat                    | 4.11      |
| 9     | "The Stolen Earth" "Journey's End"             | Graeme Harper              | Russell T Davies                   | Phil Collinson                  | 4.12 4.13 |
| 10    | "The Next Doctor" "Music of the Spheres"       | Andy Goddard Euros Lyn     | Russell T Davies                   | Susie Liggat Catrin Lewis Defis | 4.14 —    |